# جان كلود روسيل
جان كلود روسيل (بالفرنسية: Jean-Claude Roussel)‏ هو مجدف فرنسي، ولد في 22 يوليو 1957.

## وصلات خارجية
- جان كلود روسيل على موقع الاتحاد الدولي للتجديف (الإنجليزية)
- جان كلود روسيل على موقع اللجنة الأولمبية الدولية (الإنجليزية)
- جان كلود روسيل على موقع أوليمبيديا (الإنجليزية)